# Brae Fell
Brae Fell är en kulle i Storbritannien.   Den ligger i grevskapet Cumbria och riksdelen England, i den centrala delen av landet, 400 km nordväst om huvudstaden London. Toppen på Brae Fell är 586 meter över havet.
Terrängen runt Brae Fell är huvudsakligen kuperad.Runt Brae Fell är det ganska glesbefolkat, med 24 invånare per kvadratkilometer. Närmaste större samhälle är Keswick, 12,0 km söder om Brae Fell. Trakten runt Brae Fell består i huvudsak av gräsmarker.